# カナダ・ラジオテレビ通信委員会
カナダ・ラジオテレビ通信委員会（-つうしんいいんかい、英語：Canadian Radio-television and Telecommunications Commission、略称：CRTC、フランス語：Conseil de la radiodiffusion et des télécommunications canadiennes）は、カナダの放送・通信事業者を規制する政府機関。本部はケベック州ガティノー。
1976年にカナダ議会の法令によって、その前身のカナダ・ラジオテレビ委員会（Canadian Radio and Television Commission）を置き換える形で創設された。カナダ文化遺産省を通じ、カナダ議会に報告する。

## 概要
カナダの放送行政は、カナダ放送協会（CBC）から独立する形で1958年に設置された政府機関である放送管理委員会（Board of Broadcast Governors、略称BBG）が受け持っていたが、1968年にカナダ・ラジオテレビ委員会（Canadian Radio and Television Commission、略称CRTC）が設立されテレビ・ラジオ放送の規制機関として受け継いだ。
1976年には（電話会社など）当時ほとんど独占状態にあった電気通信事業についてもカナダ運輸委員会（Canadian Transport Commission、略称CTC）からCRTCに引き継ぎ、CRTCは略称は同じだが「カナダ・ラジオテレビ通信委員会」となった。
電気通信分野では当初は、BCTel（現テラス（Telus）の一部）など私有の通信事業者（アメリカ企業が資本の大部分を占める）、オンタリオ州とケベック州のほとんど、ノースウェスト準州の一部で事業展開中のベル・カナダ、ニューファンドランド州、ノースウェスト準州、ユーコン準州、北部BC州での事業のみを規制対象としていた。他の通信事業者の多くは公立であり州政府が規制にあたっていた。1990年代に公共部門に対する連邦裁判所での判決が出てからは、オンタリオ州やケベック州の小規模現有通信事業者50社余りも含む、それらの通信事業者についてもCRTCで規制対象とするようになった。

## 法規制
CRTCはカナダにおけるすべての放送通信事業活動を司り、有名な例では「カナディアン・コンテンツ規制」などの放送通信政策を運用する活動の監督を行う。CRTCは放送法の担当であるカナダ文化遺産大臣を通じカナダ議会に報告し、通信法の担当であるイノベーション・科学経済開発省とも非公式に連携をしている。

## 組織
CRTCは13人の常任理事（会長、放送担当副会長、通信担当副会長を含む）と5年を任期に内閣で任命される6名の非常任理事によって運営される。通信政策に関する決定については常任理事のみが関与出来、放送政策に関する決定はすべての理事が関与する。